# Ancient Dreams
Ancient Dreams är Candlemass tredje musikalbum, utgivet 23 november 1988.

## Låtförteckning
1. Mirror Mirror
2. A Cry From the Crypt
3. Darkness in Paradise
4. Incarnation of Evil
5. Bearer of Pain
6. Ancient Dreams
7. The Bells of Acheron
8. Epistle no. 81 (C.M. Bellman)
9. Black Sabbath Medley (Osbourne/Iommi/Ward/Butler)